# Giulia Mignemi
Giulia Mignemi (Catania, 5 de noviembre de 1999) es una deportista italiana que compite en remo.
Ganó dos medallas en el Campeonato Mundial de Remo, en los años 2019 y 2022, y dos medallas en el Campeonato Europeo de Remo, en los años 2020 y 2022.

## Palmarés internacional
| Campeonato Mundial | Campeonato Mundial       | Campeonato Mundial | Campeonato Mundial  |
| Año                | Lugar                    | Medalla            | Prueba              |
| ------------------ | ------------------------ | ------------------ | ------------------- |
| 2019               | Ottensheim (Austria)     | Medalla de oro     | Cuatro scull ligero |
| 2022               | Račice (República Checa) | Medalla de oro     | Cuatro scull ligero |
| Campeonato Europeo |                          |                    |                     |
| Año                | Lugar                    | Medalla            | Prueba              |
| 2020               | Poznań (Polonia)         | Medalla de oro     | Cuatro scull ligero |
| 2022               | Múnich (Alemania)        | Medalla de oro     | Cuatro scull ligero |